# Róbert Hegedűs
Róbert Hegedűs, född den 9 februari 1973 i Budapest i Ungern, är en ungersk kanotist.
Han tog bland annat VM-guld i K-1 200 meter i samband med sprintvärldsmästerskapen i kanotsport 1997 i Dartmouth i Kanada.